# Woodstock (personaggio)
Woodstock è un personaggio della striscia a fumetti Peanuts creata e realizzata da Charles M. Schulz. Si tratta di un uccellino di specie ignota, che esordisce nel 1967 come spalla di Snoopy.

## Caratteristiche
È un uccellino giallo e maldestro, amico di Snoopy, che abita in un nido posto su un ramoscello. Per esprimersi non usa un linguaggio, ma suoni che vengono indicati con linee verticali, che vengono compresi dal solo Snoopy. Woodstock e Snoopy spesso fanno viaggi insieme, inoltre a volte si cimentano in vari sport. Woodstock è anche dattilografo, poiché batte con la macchina per scrivere le improbabili lettere che gli vengono dettate dal suo amico bracchetto. Ha alcuni amici volatili in tutto identici a lui, vestiti da scout, i quali vengono coinvolti nelle avventurose escursioni nei dintorni guidate da Snoopy.
Questi sono gli amici del suo gruppo di pennuti:
- Bill, Oliver e Conrad sono gli uccelli che appaiono più spesso. Bill ha frequenti mal di gola ed è innamorato di Harriet, mentre Oliver è un pasticcione e da sempre desidera visitare Parigi. Conrad è il più silenzioso dei tre.
- Harriet è l'unica femmina del gruppo. Ama il pane degli angeli. Corteggiata sia da Woodstock sia da Bill, negli anni ottanta si sposerà con quest'ultimo.
- Raymond è uno strano uccellino più scuro degli altri.
- Fred appare nel 1990.
- Roy è l'ultimo ad apparire, in una singola striscia nel 1998.